# Katarzyna I
Katarzyna I Aleksiejewna, ros. Екатерина I Алексеевна; urodzona jako Marta Helena Skowrońska (ur. 5 kwietnia?/15 kwietnia 1684 w Jēkabpils w Inflantach, zm. 6 maja?/17 maja 1727 w Petersburgu) – cesarzowa Rosji w latach 1724–1727 (samodzielne panowanie od śmierci męża w 1725), druga żona Piotra I Wielkiego od 1712 r.

## Życiorys

### Pochodzenie i młodość
Urodziła się 5 kwietnia 1684 r. prawdopodobnie w rodzinie chłopskiej, jednak nie jest to do końca pewne, gdyż istnieje teoria, że jej ojciec Samuel Skowroński mógł być zubożałym inflanckim szlachcicem. Mógł być też szwedzkim oficerem. O jej matce nie ma żadnych pewnych informacji.
Według innej wersji, Marta była córką osiadłego na terenie dzisiejszej Łotwy chłopa wyznania katolickiego, mieszkańca Wielkiego Księstwa Litewskiego Polaka, Samuela Skowrońskiego. Skowroński w latach 70. i 80. XVII wieku miał służyć u gospodarza Pałacu Kazimierza Jana Sapiehy, po czym uciekł od niego do Estonii, gdzie urodziła się przyszła cesarzowa. Później, podczas panowania Katarzyny I, władze rosyjskie zaczęły wykupować od możnowładców litewskich jej braci i siostry.
Marta wcześnie została sierotą.

### Pierwsze małżeństwo
W wieku kilkunastu lat najęła się na służbę u ewangelickiego pastora Glücka w inflanckim Marienburgu (obecnie Alūksne, Łotwa). W tym mieście poznała szwedzkiego dragona, ubogiego szlachcica Johanna Rabego, za którego wyszła za mąż. Ten prawdopodobnie sprzedał ją Inflantczykowi, który zmusił ją do prostytucji. Według innej wersji po śmierci męża dostała się do niewoli. Po nawiązaniu romansu z rosyjskim kawalerzystą trafiła na służbę do marszałka Borysa Szeremietiewa. U niego spotkał ją Aleksandr Mienszykow, najbliższy doradca cara Piotra I, który wykupił ją od hrabiego.

### Romans z carem
W 1700 r. lub w 1706 r. u Aleksandra Mienszykowa Marta poznała cara Piotra I i wkrótce rozpoczął się ich romans. Piotr I kilka lat wcześniej zamknął swoją pierwszą żonę, Eudoksję, w monasterze Opieki Matki Bożej w Suzdalu.
Marta prawdopodobnie w 1705 r. przeszła na prawosławie i przyjęła imię Katarzyna Aleksiejewna. Od tego czasu cudzoziemki, które dołączały do carskiej rodziny, przybierały imiona rosyjskie.
Katarzyna idealnie spełniała wymogi Piotra I: lubiła alkohol, szaloną i swobodną zabawę. Była analfabetką, chociaż mówiła po niemiecku, szwedzku, polsku i nauczyła się rosyjskiego. Miała czarne włosy i ciemne oczy oraz dość pulchną sylwetkę. Car miał wiele kochanek, jednak tylko Katarzyna potrafiła załagodzić wybuchy jego gniewu i agresji, także fizycznej. Wykazywała się odwagą i potrafiła namówić cara do przerywania uczt suto zakrapianych alkoholem. Z czasem Katarzynie zaczęto oddawać hołdy należne carskiej małżonce, mimo iż nie była jeszcze carycą.

### Małżeństwo z Piotrem I Wielkim
Piotr I ogłosił Katarzynę swoją żoną w 1711 r., choć oficjalne małżeństwo zostało zawarte w cerkwi w petersburskim pałacu Mienszykowa w lutym 1712 r. Córki Katarzyny i Piotra były druhnami. Obecne na ślubie były bratanice Piotra, w tym przyszła cesarzowa Anna oraz Katarzyna, babka przyszłego cesarza Iwana VI. Syn cara i jego pierwszej żony Aleksy nie pojawił się w cerkwi, gdyż drugie małżeństwo ojca uznawał za brak szacunku do swojej matki.
Katarzyna miała silną pozycję na dworze, mimo niechęci niektórych dworzan ze względu na jej pochodzenie oraz stronników pierwszej żony cara, Eudoksji. Miała wsparcie księcia Mienszykowa. Dla drugiej żony Piotr nakazał wznieść pod Petersburgiem pałac w Carskim Siole.
Namówiła męża do podpisania traktatu pruckiego
Katarzyna urodziła 9 lub 12 dzieci, jednak tylko dwie córki: Anna i Elżbieta, urodzone przed oficjalnym ślubem w 1712 r., przeżyły dzieciństwo. Piotr nie winił żony za śmierć synów twierdząc, że to wola Boga. Oddana mężowi Katarzyna godziła się na jego kolejne romanse, o których ten w szczegółach ją informował, a nawet sama wybierała mu kochanki. Mimo romansów cara małżonkowie byli sobie bardzo bliscy. Podczas wyjazdów cara para cały czas ze sobą korespondowała (Katarzyna dyktowała treść swoich listów, te od Piotra były jej odczytywane).
Pasierb Katarzyny był skonfliktowany z ojcem. Prosił Katarzynę o pomoc i stawiennictwo przed carem, jednak nie ma informacji, jakoby Katarzyna próbowała wpłynąć na męża w tej kwestii. Carewicz Aleksy zmarł w wyniku zadanych ciosów lub został zamordowany w czerwcu 1718 r.
W 1722 r. mołdawska księżniczka Maria Kantemir towarzyszyła Piotrowi i Katarzynie w podróży do Astrachania. Księżniczka urodziła martwe dziecko, którego ojcem był cesarz. Na dworze carskim szerzyły się plotki, jakoby Katarzyna (lub ktoś na jej polecenie) otruła ciężarną Marię.

### Koronacja
W grudniu 1721 r. przyznano Katarzynie oficjalny tytuł cesarzowej.
7/18 maja 1724 r. w soborze Zaśnięcia Matki Bożej na moskiewskim Kremlu odbyła się jej koronacja. Był to ogromny sukces i wyróżnienie dla Katarzyny, bowiem była to pierwsza tego typu uroczystość od 1606 r., kiedy ukoronowano Marynę Mniszchównę. Car osobiście włożył na głowę żony koronę imperatorską, która była wysadzana brylantami. Cesarzowa nie otrzymała jednak berła ani jabłka, symboli władzy, ponieważ Piotr I pozostawił je sobie. Ceremonia była pełna przepychu, zaproszeni goście ubrani byli w stylu europejskim. Sama Katarzyna wystąpiła w brokatowym płaszczu, który był bogato zdobiony kamieniami szlachetnymi.

### Romans z Wilhelmem Monsem
Katarzyna nawiązała romans z szambelanem swego dworu, 30-letnim Wilhelmem Monsem. Był bratem jednej z kochanek Piotra Anny. Powszechnie uważano go za bardzo przystojnego mężczyznę. W październiku 1724 r. oskarżono go o łapówkarstwo. Poddany torturom przyznał się do winy. W jego rzeczach osobistych znaleziono listy miłosne kierowane do Katarzyny. Cesarzowa stanęła w obronie swego kochanka, jednak bezskutecznie – Mons został ścięty 16 listopada 1724 r. Głowę kochanka zakonserwowano w słoju i przekazano cesarzowej. Relacje pomiędzy małżonkami popsuły się, Piotr groził żonie, że pozbawi ją pozycji i władzy. Katarzyna obawiała się, że Piotr oddali ją i poślubi Marię Kantemir.

### Samodzielne rządy
W listopadzie 1724 r. Piotr zachorował. Na łożu śmierci czuwała przy nim Katarzyna, która poprosiła go, aby przebaczył Mienszykowowi, z którym od niedawna był skonfliktowany. Piotr w swoich ostatnich słowach zamierzał wskazać następcę, jednak nie był w stanie już pisać, jedynie posłał po starszą z córek Annę, aby podyktować jej swoją wolę. Zanim cesarzówna przybyła, Piotr już nie żył. Zmarł o 6:00 rano 28 stycznia 1725 r.
Zgodnie z jego testamentem Katarzyna przejęła po nim tron cesarski.
Według większości źródeł Piotr nie pozostawił testamentu a poza komnatą, w której leżało ciało cesarza, odbyły się narady na temat sukcesji. Wpływowe rody Dołgorukowów i Golicynów starały się wystąpić przeciwko Katarzynie i osadzić na tronie wnuka Piotra i Eudoksji. Piotr Tołstoj zaproponował, aby rządy objęła samodzielnie Katarzyna. Książę Mienszykow również agitował za kandydaturą Katarzyny. Gwardia natychmiastowo poparła tę decyzję i feldmarszałek Stiepan Apraksin obwołał Katarzynę cesarzową.
Katarzyna była pierwszą kobietą w Rosji pełniącą samodzielne rządy. Faktycznie władzę w jej imieniu sprawował Aleksandr Mienszykow, który przewodniczył specjalnie utworzonej 6-osobowej Najwyższej Tajnej Radzie, będącej organem doradczym carycy. Katarzyna znacznie bardziej interesowała się życiem dworskim, przyjęciami i balami; na prowadzenie dworu wydała w pierwszym roku panowania 450 tys. rubli. Nie była popularna wśród poddanych.
Kontynuowała rozbudowę Petersburga, zgodnie z życzeniem męża. Dokończyła budowę i zainaugurowała działalność petersburskiej Kunstkamery, sprzyjała urządzaniu ogrodów miejskich i umacnianiu brzegów Newy, by zapobiegać powodziom. Również kontynuując inicjatywę męża, wsparła finansowo pierwszą wyprawę Vitusa Beringa w poszukiwaniu drogi morskiej między Syberią a Ameryką Północną (wyprawa ta zakończyła się już po jej śmierci).
Zdrowie Katarzyny nadwątliło wieloletnie nadużywanie alkoholu, kobieta cierpiała również na chorobę weneryczną i astmę. W testamencie wyraziła wolę, aby następcą na tronie po jej śmierci został Piotr II Aleksiejewicz, wnuk Piotra I (po jego najstarszym synu z pierwszego małżeństwa – Aleksym). Dopiero po nim władcami miały być kolejno Anna i Elżbieta, córki Piotra I i Katarzyny.
W 1726 odznaczona Orderem Orła Białego.
Postać Katarzyny I jest tytułową bohaterką beletrystycznej powieści Ellen Alpsten Caryca.